# Castell de Vilar
El Castell de Vilar és una casa forta abandonada del segle xii a la vall del Ges a Sant Pere de Torelló (Osona) declarada Bé Cultural d'Interès Nacional. És conegut popularment com a Castell de la Vinyeta. És una casa forta documentada des del 1193. Va ser la residència del senyors de Curull.

## Descripció
Gran casa forta amb un finestral gòtic partit per un mainell del segle xv de planta quadrangular, el cos més antic es fonamentaria sobre una base encara visible de roca mare on l'edifici prendria una forma atalussada. La porta d'entrada presenta una gran llinda plana rematada a la part superior per l'escut esculpit en pedra dels marquesos de Cartellà. Posteriorment se li haurien afegit diversos cossos, ja en època moderna, transformant el casal en mas. Actualment l'edificació resta en desús i estat de ruina.